# Kanrei
Quản lãnh (tiếng Nhật: 管領, Kanrei) là chức vụ cao nhất trong Mạc phủ Muromachi, chỉ đứng sau Tướng quân và chịu trách nhiệm hỗ trợ, điều hành chính sự dưới quyền Tướng quân. Quản lãnh giúp Tướng quân trong toàn bộ các công việc chính trị, và với tư cách là người đứng đầu các quan lại của Mạc phủ, họ tham gia vào các nghi lễ quan trọng trong gia tộc Ashikaga, chẳng hạn như lễ trưởng thành, lễ nhậm chức và bổ nhiệm. Quản lãnh cũng là người chịu trách nhiệm tổ chức các sự kiện này.
Ban đầu, chức vụ Quản lãnh được thành lập để kế tục vị trí "Chấp sự" (執事, Shitsuji), người quản lý gia tộc Ashikaga. Nói cách khác, Quản lãnh đảm nhận vai trò trung tâm trong cơ cấu hành chính của gia tộc Tướng quân Ashikaga và giữ quyền chỉ huy thực tế trong các vấn đề chính trị.
Ba gia tộc quyền lực có khả năng nắm giữ chức vụ Quản lãnh được gọi là "Ba gia tộc Quản lãnh", bao gồm các gia tộc sau:
- Gia tộc Hosokawa
- Gia tộc Shiba
- Gia tộc Hatakeyama

Ba gia tộc này có quyền kế thừa chức vụ Quản lãnh qua nhiều thế hệ và nắm giữ ảnh hưởng lớn trong Mạc phủ. Họ là những trụ cột của chính quyền Mạc phủ, và đôi khi những cuộc tranh giành quyền lực xung quanh chức vụ Quản lãnh diễn ra rất quyết liệt.

## Lịch sử

### Sự chuyển đổi Chấp sự sang Quản lãnh
Trong thời kỳ đầu của Mạc phủ Muromachi, chức vụ Chấp sự đóng vai trò quan trọng trong việc hỗ trợ các công việc chính trị của Tướng quân và quản lý gia tộc Ashikaga. Tuy nhiên, khi cơ cấu chính quyền trung ương Mạc phủ dần được xác lập, chức vụ Chấp sự bắt đầu thay đổi và tạo ra một vị trí mới là Quản lãnh.

#### Thời kỳ khởi đầu
Ban đầu, Mạc phủ Muromachi dưới thời Ashikaga Takauji được điều hành bởi hệ thống hai cực, với Chấp sự và Ashikaga Tadayoshi, em trai của Takauji. Chức vụ Chấp sự chịu trách nhiệm hỗ trợ Takauji quản lý chính sự và thường được bổ nhiệm từ những gia thần trung thành với gia tộc Ashikaga như Kō no Moronao, Niki Yoriaki, và Hosokawa Kiyōji. Trong khi đó, Tadayoshi phụ trách các vấn đề liên quan đến pháp lý và duy trì các hệ thống và trật tự truyền thống.
Hệ thống hai cực này bắt đầu suy yếu khi mâu thuẫn giữa Tadayoshi và Kō no Moronao nổ ra. Tadayoshi muốn duy trì các hệ thống truyền thống như chế độ điền trang, trong khi Kō no Moronao cố gắng mở rộng quyền lợi các võ sĩ và củng cố quyền lực Tướng quân. Mâu thuẫn này lên đến đỉnh điểm và gây ra Loạn Kannō, trong đó phe Tadayoshi thất bại.
Sau loạn Kannō, trong thời kỳ Ashikaga Yoshiakira, quyền lực Chấp sự được củng cố, và hệ thống chính quyền trung ương thống nhất dần được thiết lập. Tuy nhiên, các tranh giành quyền lực xung quanh chức vụ Chấp sự vẫn tiếp tục, giữa Hosokawa Kiyōji và Niki Yoshinaga.

#### Quản lãnh nắm quyền
Vào năm Shōhei thứ 15/Enbun thứ 5 (1360), Chấp sự Hosokawa Kiyōji đã đánh bại Niki Yoshinaga, em trai của cựu Chấp sự Niki Yoriaki, sau một cuộc tranh giành quyền lực. Tuy nhiên, vào năm sau, Kiyōji đã bị buộc phải rời khỏi Mạc phủ sau mâu thuẫn với Sasaki Dōyō và đầu hàng triều đình Nam triều. Cuộc tranh giành quyền lực xoay quanh chức Chấp sự tiếp diễn, và trong một thời gian, quyền lực được chuyển về tay Tướng quân. Đến năm Shōhei thứ 17/Jōji nguyên niên (1362), Shiba Yoshiyuki, khi đó mới 13 tuổi, được bổ nhiệm làm Chấp sự, và cha của ông là Shiba Takatsune đảm nhận vai trò giám hộ.
Ban đầu, Takatsune được yêu cầu nhận chức, nhưng ông từ chối vì gia tộc Shiba, dù thuộc gia tộc Ashikaga, vẫn tự hào là gia thần độc lập của Mạc phủ Kamakura và coi mình ngang hàng với gia tộc chính Ashikaga. Vì vậy, việc đảm nhận chức Chấp sự, vốn là một chức vụ cho gia thần của nhà Ashikaga, bị xem là không phù hợp. Cuối cùng, sau nhiều lần yêu cầu, Takatsune chấp nhận chức vụ này. Sự chuyển đổi từ Chấp sự sang Quản lãnh có thể đã xảy ra vào thời kỳ này. Chức vụ Quản lãnh mang ý nghĩa "quản lý thiên hạ" và thể hiện quyền lực lớn hơn so với Chấp sự.
Tuy nhiên, vào thời điểm này, chức vụ Quản lãnh vẫn là một vị trí tạm thời, được thiết lập để giám hộ cho Chấp sự. Có giả thuyết cho rằng Shiba Takatsune giữ chức Quản lãnh và con trai ông, Shiba Yoshimasa, giữ chức Chấp sự, và về mặt hệ thống, Chấp sự vẫn là người hỗ trợ chính cho Tướng quân. Thực tế, ngay cả sau khi Hosokawa Yoriyuki được bổ nhiệm làm Quản lãnh, ông vẫn được gọi là "Chấp sự" trong một số văn thư. Đồng thời, Uesugi Noriaki, người giữ chức Quản lãnh Kantō (trước đây là chức Chấp sự Kantō), cũng được gọi là "Quản lãnh" trong các văn thư, cho thấy rằng việc chuyển đổi từ Chấp sự Kantō sang Quản lãnh Kantō có thể đã xảy ra sớm hơn so với sự chuyển đổi từ Chấp sự sang Quản lãnh ở trung tâm Mạc phủ

### Hosokawa Yoriyuki nắm quyền

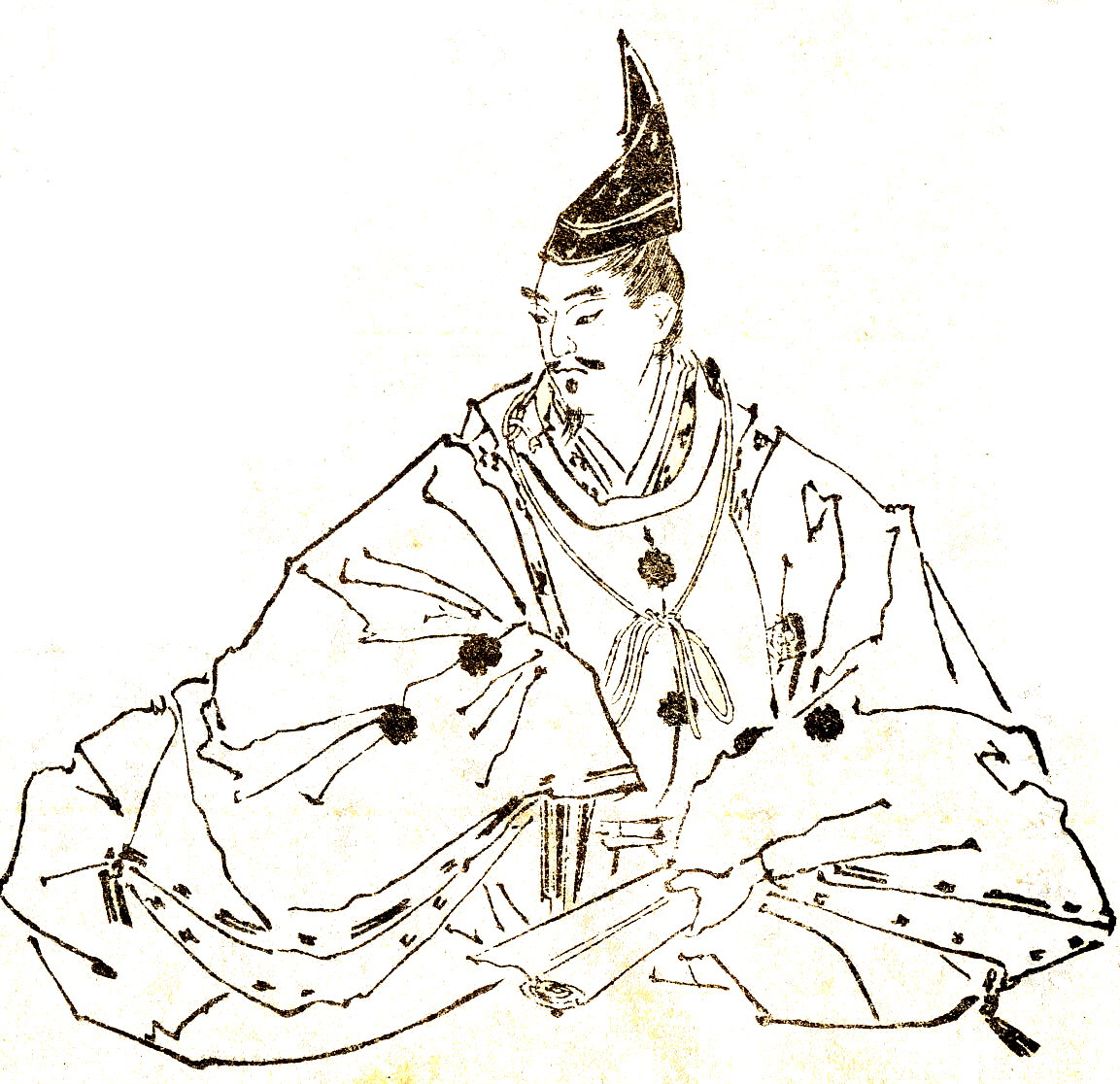
Hosokawa Yoriyuki trong "Tiền hiền Cố thực"

Năm 1366, sự kiện Loạn Jōji đã khiến Shiba Takatsune và con trai ông là Shiba Yoshiyuki bị lật đổ, và quyền lực lại quay về tay Tướng quân. Có thông tin cho rằng Tướng quân Ashikaga Yoshiakira đã cố gắng bãi bỏ chức Quản lãnh (hoặc Chấp sự) để củng cố quyền lực cá nhân. Tuy nhiên, sau khi Yoshiakira qua đời vào năm 1367, Hosokawa Yoriyuki được bổ nhiệm làm Quản lãnh. Với những thành tích như bình định Shikoku và tiêu diệt Hosokawa Kiyouji, ông trở thành một nhân vật quan trọng giúp ổn định Mạc phủ.
Hosokawa Yoriyuki đóng vai trò cố vấn cho Tướng quân đời thứ ba, Ashikaga Yoshimitsu, trong thời gian ông còn nhỏ và nắm quyền điều hành chính sự Mạc phủ. Vào thời kỳ này, chức năng Dẫn Phó chúng (Hikitsuke-shū, chức vụ trước đây do Ashikaga Tadayoshi nắm quyền và đối đầu với Chấp sự) đã được chuyển giao cho Quản lãnh, giúp mở rộng quyền hạn chức vụ này. Sau khi Yoshimitsu trưởng thành, Quản lãnh phát lệnh dựa trên ý nguyện Tướng quân. Ngoài ra, các nhiệm vụ Dẫn Phó chúng cũng dần được chuyển giao cho Chính Sở (Mandokoro, cơ quan nội chính Mạc phủ), giúp Quản lãnh kiểm soát toàn bộ chính sự. Đồng thời việc ra lệnh thi hành các vụ tranh chấp về điền trang cũng do Quản lãnh thực hiện thay cho Tướng quân, khiến quyền lực Quản lãnh ngày càng lớn hơn.
Theo quan điểm thông thường, xu hướng này được xem là sự củng cố quyền hạn Quản lãnh. Tuy nhiên, cũng có một góc nhìn khác, cho rằng các Chấp sự đời sau từ thời Kō no Moronao trở đi chủ yếu đảm nhiệm việc hỗ trợ các vấn đề liên quan đến phần thưởng và việc quyên góp, những công việc có mối liên hệ chặt chẽ với quân sự dưới hệ thống hai cực do Ashikaga Takauji nắm quyền. Tuy nhiên, sự suy yếu về quân sự của Nam triều đã làm giảm những cơ hội hỗ trợ, dẫn đến sự suy yếu vị thế Chấp sự. Trong bối cảnh đó, Quản lãnh bắt đầu tiếp quản quyền hạn các chức vụ khác và thực hiện những quyền lực mới.
Việc gọi chức vụ này là "Quản lãnh" trong các văn bản chính thức chỉ trở nên phổ biến từ thời của Hosokawa Yoriyuki. Thêm vào đó, khi Ashikaga Yoshimitsu thực hiện lễ trưởng thành (元服, genpuku), với tư cách là Quản lãnh và Võ Tàng Thủ (Musashi no Kami) ở ngạch tòng tứ vị hạ, đã đảm nhiệm vai trò người đội mũ lễ (烏帽子親, Eboshi-oya).  Từ đó, hình thành thông lệ rằng trong lễ trưởng thành của các Tướng quân Mạc phủ Muromachi, Quản lãnh sẽ đảm nhiệm vai trò người đội mũ lễ, và trước khi thực hiện lễ trưởng thành sẽ được phong phẩm tòng tứ vị hạ chức Võ Tàng Thủ (nếu chưa làm Quản lãnh thì sẽ được phong làm Quản lãnh).
Yoriyuki đã chỉ định Imagawa Ryōshun làm Thám Đề Kyūshū và gửi ông đến Kyūshū để trấn áp quân đội Nam triều. Ông cũng tiến hành đàm phán hòa bình với triều đình Nam triều tại Yoshino, nhưng khi các cuộc đàm phán thất bại, Yoriyuki đã lôi kéo Kusunoki Masanori về phía mình để tấn công Nam triều, dẫn đến việc sự kháng cự của Nam triều gần như bị tiêu diệt..
Ngoài ra, Yoriyuki đã ban hành Lệnh Hanzei thời kỳ Ōan (応安の半済令, Ōan no Hanzei Rei), cho phép chia đất cho các võ sĩ, nhưng cũng bảo vệ quyền sở hữu các chủ đất quan trọng như hoàng gia, gia tộc Fujiwara và các đền chùa. Nhờ chính sách này, ông đã điều hòa xung đột lợi ích giữa võ sĩ và chủ đất, đồng thời củng cố quyền lực Mạc phủ.
Năm Tenju thứ 5/Kōryaku thứ nhất (1379), Hosokawa Yoriyuki bị lật đổ trong Chính biến Kōryaku, và Shiba Yoshiyuki quay lại nắm giữ quyền lực. Thời kỳ các gia tộc Shiba và Hosokawa lần lượt giữ chức Quản lãnh kéo dài khoảng 40 năm, nhưng sau khi Hatakeyama Motokuni được bổ nhiệm làm Quản lãnh vào năm Ōei thứ 5 (1398), chế độ luân phiên giữa ba gia tộc Shiba, Hosokawa và Hatakeyama đã được thiết lập (gọi là Tam Quản lãnh gia).
Ngay cả sau khi từ chức Quản lãnh, Yoriyuki vẫn tiếp tục giữ vai trò quan trọng trong Mạc phủ, khi ông được hỏi ý kiến về các vấn đề lớn từ Tướng quân, một truyền thống được duy trì trong suốt thời Muromachi.

### Kiểm soát quyền lực
Việc kiềm chế quyền lực Quản lãnh trong thời kỳ trung kỳ của Mạc phủ Muromachi là một phần trong nỗ lực tăng cường quyền lực của Tướng quân. Đặc biệt, dưới thời tướng quân đời thứ 4 Ashikaga Yoshimochi và tướng quân đời thứ 6 Ashikaga Yoshinori, quyền lực Quản lãnh bị giới hạn, trong khi xu hướng Tướng quân trực tiếp can dự vào chính trị ngày càng mạnh mẽ.
Từ thời tướng quân Ashikaga Yoshimochi, những quyết định quan trọng của Mạc phủ được thực hiện thông qua Hội nghị Túc lão (Shukurō Kaigi). Hội nghị này bao gồm các đại thần trong Tam Quản (ba gia tộc Shiba, Hosokawa và Hatakeyama) cùng với Tứ Chức (bốn gia tộc Akamatsu, Isshiki, Yamana, Kyōgoku), những lãnh chúa có quyền lực lớn. Các quyết định được đưa ra dựa trên tham vấn của Tướng quân, hoặc đôi khi Tướng quân trực tiếp tham vấn các đại thần. Điều này đã dẫn đến sự suy giảm quyền lực của Quản lãnh và tăng cường vai trò Hội nghị Túc lão như một cơ quan chủ trì các quyết định Mạc phủ.
Ngoài ra, vị trí Quản lãnh cũng đi kèm với những gánh nặng tài chính vì yêu cầu về mặt thể diện và trách nhiệm. Điều này đã khiến một số người như Hatakeyama Mitsuie hay Shiba Yoshiatsu nhiều lần bày tỏ ý định từ chức, nhưng thường được Tướng quân yêu cầu ở lại.
Tướng quân Ashikaga Yoshinori tăng cường quyền lực Tướng quân và hạn chế quyền hạn Quản lãnh thông qua việc củng cố chế độ Phụng Hành nhân (Bugyōnin, các quan chức hành chính) và lực lượng quân sự trực thuộc Tướng quân là Phụng Công chúng (Hōkōshū). Ông tìm cách loại bỏ quyền can thiệp Quản lãnh vào các vụ xử lý về sở hữu đất đai và tài sản (Shomu-sata), nhằm thúc đẩy chính sách tự quyết của Tướng quân.
Tuy nhiên, khi Ashikaga Yoshinori tiến hành nhiều chiến dịch quân sự, đã có rất nhiều mệnh lệnh liên quan đến việc triệu tập quân đội và khen thưởng công lao trong chiến đấu. Trong trường hợp này, thay vì sử dụng hoàn toàn các lệnh chính thức từ Tướng quân (Ngự nội thư, Gonaisho), một số nhiệm vụ đã được giao cho Quản lãnh thông qua các văn bản gọi là Phụng thư (Hōsho). Tuy vai trò quân sự của Quản lãnh được mở rộng, mục tiêu của Yoshinori không phải là củng cố quyền lực Quản lãnh, mà là nhằm kiểm soát chặt chẽ hơn Quản lãnh, buộc họ phải đóng vai trò hỗ trợ trong việc chỉ huy quân sự dưới sự lãnh đạo của Tướng quân.
Thêm vào đó, cả tướng quân Yoshinori và tướng quân đời thứ 8 Ashikaga Yoshimasa đã can thiệp vào các tranh chấp nội bộ trong các gia tộc Shiba và Hatakeyama, những người giữ chức Quản lãnh. Sự can thiệp này đã làm sâu sắc thêm những mâu thuẫn và dẫn đến sự suy yếu của các gia tộc này, gây ảnh hưởng tiêu cực đến quyền lực Tam Quản trong Mạc phủ.
Năm 1441 (năm Kakitsu nguyên niên), tướng quân Ashikaga Yoshinori bị ám sát bởi Akamatsu Mitsusuke, sự kiện này được gọi là Loạn Kakitsu. Ngay sau đó, Quản lãnh Hosokawa Mochiyuki đã nhanh chóng triệu tập các lãnh chúa để ủng hộ con trai của Yoshinori là Ashikaga Yoshikatsu lên làm tướng quân đời thứ 7. Do Yoshikatsu còn nhỏ tuổi, Mochiyuki đã thiết lập một hệ thống chính trị do Quản lãnh dẫn dắt, tiếp tục duy trì quyền lực trung ương và tiến hành tiêu diệt Akamatsu Mitsusuke.
Năm 1442 (Kakitsu năm thứ 2), Mochiyuki từ chức và được thay thế bởi Hatakeyama Mochikuni. Sau cái chết của Yoshikatsu vào năm 1443 (Kakitsu năm thứ 3), Ashikaga Yoshimasa, em trai của Yoshikatsu, được đưa lên làm tướng quân đời thứ 8. Sau khi Yoshimasa lên nắm quyền, Mochikuni và Hosokawa Katsumoto thay phiên nhau giữ chức Quản lãnh, can thiệp vào các cuộc tranh giành quyền lực trong các gia tộc Thủ hộ (shugo, lãnh chúa), dẫn đến nhiều cuộc cạnh tranh quyền lực giữa Mochikuni và Katsumoto.
Cuối cùng, Mochikuni gây ra cuộc cạnh tranh trong gia tộc Hatakeyama, mở đường cho sự can thiệp của Hosokawa Katsumoto và Yamana Sōzen, buộc Mochikuni phải rút lui và bị phế truất khỏi quyền lực.

### Xóa bỏ chức vụ
Sự suy yếu và biến mất của chức vụ Quản lãnh diễn ra do những biến động chính trị và thay đổi trong cơ cấu quyền lực vào cuối thời kỳ Mạc phủ Muromachi. Chức Quản lãnh, từng giữ vai trò trung tâm Mạc phủ, đã mất dần quyền lực thực tế theo thời gian và cuối cùng trở thành một chức vụ mang tính hình thức.
Từ năm 1452 (năm Kyōtoku thứ nhất), Hosokawa Katsumoto thay thế Hatakeyama Mochikuni và giữ chức Quản lãnh trong suốt 12 năm cho đến năm 1464 (năm Kanshō thứ 5). Trong thời gian này, Tướng quân Ashikaga Yoshimasa bắt đầu thực hiện ý định cai trị trực tiếp, bỏ qua quyền hạn Quản lãnh bằng cách sử dụng các cận thần như Ise Sadachika và Kikei Mashibe. Yoshimasa đã cố gắng thông qua chính sách hoàn trả lại đất không được quản lý (Fuchi-gyōchi kanpu) và can thiệp vào các cuộc tranh giành quyền thừa kế nhằm kiềm chế quyền lực của các Thủ hộ. Tuy nhiên, những chính sách này đã vấp phải sự phản đối mạnh mẽ từ phía các Thủ hộ.
Vào năm 1466 (năm Bunshō thứ nhất), sự bất mãn dẫn đến cuộc Chính biến Bunshō, trong đó Katsumoto và Yamana Sōzen đã lật đổ các cận thần của Yoshimasa, bao gồm Sadachika và Mashibe, khiến nỗ lực cai trị trực tiếp của Yoshimasa thất bại.
Năm tiếp theo, vào năm 1467 (năm Ōnin thứ nhất), cuộc chiến Ōnin nổ ra. Quản lãnh Shiba Yoshikado thuộc phe Tây do Yamana Sōzen lãnh đạo, trong khi Tướng quân Yoshimasa lại thuộc phe Đông do Hosokawa Katsumoto chỉ huy. Mặc dù Katsumoto không giữ chức Quản lãnh vào thời điểm đó, ông đã chỉ đạo quân đội thông qua các tài liệu do chính ông phát hành thay cho các chỉ thị quân sự truyền thống của Quản lãnh. Sau khi Shiba Yoshikado bị cách chức vào năm 1468 (năm Ōnin thứ hai), Katsumoto được tái bổ nhiệm làm Quản lãnh, nhưng ông vẫn tiếp tục sử dụng phương thức chỉ đạo này. Điều này đã làm suy yếu vai trò quân sự Quản lãnh và góp phần vào sự hình thành một hệ thống cai trị tập quyền, được gọi là Chuyên chế Kyōchō (chế độ độc quyền ở Kyoto).
Sau cái chết của Katsumoto, Hatakeyama Masanaga và con trai của Katsumoto, Hosokawa Masamoto, lần lượt giữ chức Quản lãnh nhưng không có sự tham gia đáng kể vào chính sự. Masanaga dành phần lớn thời gian để đánh bại người anh em họ của mình là Hatakeyama Yoshinari, trong khi Masamoto liên tục từ chức và tái nhậm chức. Điều này dẫn đến việc chức vụ Quản lãnh dần trở nên hình thức và không còn nắm giữ quyền lực thực sự trong Mạc phủ.
Cuộc chiến Ōnin cũng dẫn đến sự thu hẹp tạm thời các nghi lễ chính quyền, chia rẽ trong gia tộc Shiba và Hatakeyama, và lãnh địa của các lãnh chúa được trả về, đồng thời sự xuất hiện của Hosokawa Masamoto, một lãnh đạo trẻ tuổi sau cái chết sớm của Katsumoto. Những yếu tố này đã góp phần thúc đẩy việc không tái bổ nhiệm chức Quản lãnh, và cuối cùng khiến cho chức vụ này trở thành không thường xuyên.
Sau khi Ashikaga Yoshimasa truyền ngôi cho con trai là Yoshihisa, ông đã quyết định để người cháu là Hino Katsumitsu (anh trai của Hino Tomiko, mẹ của Yoshihisa) đại diện cho ông và con trai trong các sự vụ chính quyền. Lý do chính là Yoshihisa còn quá nhỏ. Katsumitsu đảm nhận các nhiệm vụ vốn thuộc về Quản lãnh, chẳng hạn như tiếp nhận đơn từ và xử lý các quyết định của Tướng quân. Sau này, các Tướng quân tiếp theo cũng ủy thác các nhiệm vụ này cho những nhóm cận thần, được gọi là Bình Định chúng (Hyōjōshū, hội đồng xét xử ), Thân Thứ chúng (Shinjishū, cơ quan liên hệ) và Nội Đàm chúng (Naidanshū, cơ quan tham vấn), đóng vai trò thay mặt Tướng quân tham gia vào các sự vụ và báo cáo lại để xin quyết định cuối cùng.
Sau cuộc chiến Ōnin, quyền lực Tướng quân và các gia tộc như Shiba và Hatakeyama suy giảm đáng kể. Gia tộc Hosokawa, dưới sự lãnh đạo của Hosokawa Masamoto, đã độc chiếm chức Quản lãnh. Năm 1493 (năm Meiō thứ 2), Masamoto đã lật đổ Tướng quân trong biến cố Meiō, thiết lập quyền lực độc tài của mình, được gọi là Chuyên chế Kyōchō. Tuy nhiên, sau khi Masamoto bị ám sát bởi chính các thuộc hạ của mình trong loạn Eishō, gia tộc Hosokawa chia rẽ và suy yếu, dẫn đến sự nổi lên của Miyoshi Nagayoshi, một thuộc hạ của gia tộc, đã vươn lên nắm quyền.
Sau cái chết của Hosokawa Ujitsuna vào tháng 12 năm 1564 (năm Eiroku thứ 6), chức Quản lãnh được cho là đã biến mất. Tuy nhiên, một số quan điểm cho rằng chức Quản lãnh đã thực sự chấm dứt từ năm 1531 khi Hosokawa Takakuni tự sát.
Cuối cùng, vào thời kỳ Chiến Quốc, chức Quản lãnh dần trở nên hình thức, trong khi quyền lực thực tế chuyển sang các gia tộc võ sĩ mạnh và những thế lực mới nổi, làm suy yếu vai trò trung tâm Mạc phủ Muromachi.

### Tranh chấp
Theo quan điểm thông thường, sau cái chết của Hosokawa Takakuni, Hosokawa Harumoto và Hosokawa Ujitsuna được cho là đã kế nhiệm chức Quản lãnh. Tuy nhiên, việc hai người này thực sự giữ chức Quản lãnh vẫn còn gây tranh cãi, vì nguồn tài liệu chính thời kỳ này không đề cập rõ ràng đến việc họ đảm nhận chức vụ này. Những tài liệu như "Jūhen Ōnin-ki" và "Ashikaga Kiseki" – những bản biên niên lịch sử được biên soạn sau này – mới ghi nhận điều này, nhưng chúng không phải là nguồn sử liệu đồng thời, điều này làm dấy lên sự nghi ngờ về tính xác thực.
Chẳng hạn, sử gia Imanani Akira trong "Tân Biên Từ điển Lịch sử Nhật Bản" (Shinpen Nihonshi Jiten, Tokyo Sogensha, 1990) đã loại bỏ tên của Harumoto và Ujitsuna khỏi danh sách các Quản lãnh của Mạc phủ Muromachi, khẳng định rằng họ chưa từng được bổ nhiệm vào chức vụ này. Tương tự, Hamaguchi Seiji cũng cho rằng, sau cuộc chiến Ōnin, chỉ có ba người đảm nhận chức Quản lãnh là Hatakeyama Masanaga, Hosokawa Masamoto và Hosokawa Takakuni. Ông lập luận rằng không có bằng chứng lịch sử nào cho thấy các nhân vật như Hosokawa Sumimoto, Hosokawa Sumiyuki, hay những người khác thuộc gia tộc Hosokawa từng giữ chức Quản lãnh.
Hamaguchi giải thích rằng, mặc dù chức Quản lãnh dần trở nên gắn liền với việc kế thừa vị trí đứng đầu gia tộc Hosokawa, nhưng thực tế thì những nhân vật này chỉ được bổ nhiệm làm Hữu Kinh Đại phu (Ukyō Daibu, một chức vụ danh dự trong triều đình), không phải Quản lãnh. Các tài liệu quân sự và gia phả biên soạn trong thời Edo đã nhầm lẫn giữa việc thừa kế tước vị Hữu Kinh Đại phu với việc được bổ nhiệm vào chức Quản lãnh. Điều này dẫn đến một sự hiểu lầm rằng các lãnh đạo gia tộc Hosokawa luôn đảm nhận chức Quản lãnh, trong khi thực tế chức vụ này đã trở thành một vai trò nghi lễ, chỉ được sử dụng trong những dịp trọng đại như nghi lễ trưởng thành của Tướng quân. Như vậy, chức Quản lãnh không còn nắm giữ quyền lực chính trị thực sự. Thay vào đó, các thủ lĩnh gia tộc Hosokawa, dù không giữ chức Quản lãnh, vẫn thực hiện quyền lực chính trị với tư cách là người bảo trợ hoặc người ủng hộ Tướng quân.
Theo quan điểm gần đây, có khả năng rằng vào năm 1546 (năm Tenbun thứ 15), trong lễ trưởng thành và tuyên thệ của Ashikaga Yoshitoyo (sau này trở thành Yoshiteru), một Quản lãnh mới có thể đã được bổ nhiệm để thực hiện vai trò Eboshi-oya (người chịu trách nhiệm trong nghi lễ trưởng thành). Trong bối cảnh xung đột giữa hai phe Hosokawa Harumoto và Hosokawa Ujitsuna, Rokkaku Sadayori (thuộc phe Harumoto) và 
Yusa Naganori (thuộc phe Ujitsuna) đã cố gắng can thiệp chính trị để có được vai trò này. Tuy nhiên, do cả hai bên đang trong tình trạng chiến tranh, việc tham gia lễ trưởng thành của họ trở nên không khả thi. Vì vậy, Rokkaku Sadayori đã thực hiện vai trò của Quyền Quản lãnh (đại diện cho Quản lãnh) và đảm nhận trách nhiệm của Eboshi-oya. Điều này dẫn đến việc không có Quản lãnh chính thức nào được bổ nhiệm trong bối cảnh này. Sự kiện này cho thấy rằng chức vụ Quản lãnh đã trở thành một vai trò chính trị tạm thời và có thể không còn giữ được vai trò quyết định như trước đây.

## Danh sách Quản lãnh
- Chấp sự
  - 1336–1349 Kō no Moronao (mất 1351)
  - 1349 Kō no Moroyo (mất 1351)
  - 1349–1351 Kō no Moronao (mất 1351)
  - 1351–1358 Niki Yoriaki (1299–1359)
  - 1358–1361 Hosokawa Kiyouji (mất 1362)
- Quản lãnh
  - 1362–1366 Shiba Yoshimasa (1350–1410)
  - 1368–1379 Hosokawa Yoriyuki (1329–1392)
  - 1379–1391 Shiba Yoshimasa (1350–1410)
  - 1391–1393 Hosokawa Yorimoto (1343–1397)
  - 1393–1398 Shiba Yoshimasa (1350–1410)
  - 1398–1405 Hatakeyama Motokuni (1352–1406)
  - 1405–1409 Shiba Yoshinori (1371–1418)
  - 1409–1410 Shiba Yoshiatsu (1397–1434)
  - 1410–1412 Hatakeyama Mitsuie (1372–1433)
  - 1412–1421 Hosokawa Mitsumoto (1378–1426)
  - 1421–1429 Hatakeyama Mitsuie (1372–1433)
  - 1429–1432 Shiba Yoshiatsu (1397–1434)
  - 1432–1442 Hosokawa Mochiyuki (1400–1442)
  - 1442–1445 Hatakeyama Mochikuni (1398–1455)
  - 1445–1449 Hosokawa Katsumoto (1430–1473)
  - 1449–1452 Hatakeyama Mochikuni (1398–1455)
  - 1452–1464 Hosokawa Katsumoto (1430–1473)
  - 1464–1467 Hatakeyama Masanaga (1442–1493)
  - 1467–1468 Shiba Yoshikado
  - 1468–1473 Hosokawa Katsumoto (1430–1473)
  - 1473 Hatakeyama Masanaga (1442–1493)
  - 1478–1486 Hatakeyama Masanaga (1442–1493)
  - 1486 Hosokawa Masamoto (1466–1507)
  - 1486–1487 Hatakeyama Masanaga (1442–1493)
  - 1487-? Hosokawa Masamoto (1466–1507)
  - 1490 Hosokawa Masamoto (1466–1507)
  - 1495–1507 Hosokawa Masamoto (1466–1507)
  - 1508–1525 Hosokawa Takakuni (1484–1531)
  - 1525 Hosokawa Tanekuni
  - 1527 Hatakeyama Yoshitaka (mất 1532)
  - 1536 Hosokawa Harumoto (1519–1563)
  - 1546 Rokkaku Sadayori (1495–1552)
  - 1552–1564 Hosokawa Ujitsuna (mất 1564)